# Mushtaq Ahmed (ur. 1956)
Mushtaq Ahmed (ur. 15 lutego 1956 w Karaczi) – pakistański hokeista na trawie, mistrz olimpijski.
Grał jako napastnik. Brał udział w Letnich Igrzyskach Olimpijskich 1984, na których zdobył złoty medal. Wystąpił łącznie w czterech spotkaniach, nie strzelając żadnego gola.
W latach 1979–1987 rozegrał w drużynie narodowej 53 spotkania, strzelając 17 bramek. Zdobył również złoty medal Igrzysk Azjatyckich 1982.